# Список служилых литовских князей в Новгороде
Земли Новгородской республики нуждались в обороне, поэтому для этого с начала XIV века приглашались служилые князья, в том числе из Великого княжества Литовского. А в XV веке служилыми становились только из литовских князей. Им давали в кормление пригороды и земли. Также некоторые литовские князья были новгородскими наместниками. Часть литовских служилых князей принадлежала к официальной литовской власти. Среди литовских князей выделялись представители рода Гедимина, которые приглашались новгородцами в течение 1333—1471 годов.
| Служилые литовские князья |                            |                     |                                               | |                                                 |
| #                         | Имя                        | Годы жизни          | Годы кормления                                | Территории, данные в кормление                                                                                               | Наместничество                                  |
| 1                         | Давидко                    | ?—?                 | 1322—1323                                     | |                                                 |
| 2                         | Наримунт Гедиминович       | ок. 1294—1348       | 1333—1335, 1347                               | Ладога, Корельск, половина Копорья, Орешек, Корельская земля                                                                 | Наместники в пригородах находились до 1347 года |
| 3                         | Александр Наримунтович     | ок. 1320—1380       | 1338                                          | Орешек |                                                 |
| 4                         | Юрий Наримунтович          | ок. 1326—после 1398 | 1379                                          | Порхов |                                                 |
| 5                         | Патрикей Наримунтович      | ?—после 1408        | 1383—1386, 1397, 1398—?                       | В 1383 году Лужское село, Корельск, половина Копорья, Орешек. В 1384 году вместо них дали Руссу и Наровский берег            |                                                 |
| 6                         | Семён-Лугвений Ольгердович | ок. 1356—1431       | 1389—1392, 1407—1408, 1411—1412               | Орешек, Ладога, половина Копорья, Корельск, Корельская земля                                                                 |                                                 |
| 7                         | Роман Фёдорович            | ?—1431              | 1393—1394                                     | |                                                 |
| 8                         | Семён Гольшанский          | ?—1433              | 1414                                          | | Наместник Витовта                               |
| 9                         | Фёдор Патрикеевич          | ?—1426              | 1420                                          | | Наместник с позволения московского князя        |
| 10                        | Юрий Лугвенович            | ок. 1395—1460       | 1432—1435, 1438—1440, 1443, 1445—?, 1458—1459 | Орешек, Ладога, половина Копорья, Корельск, Корельская земля (в 1445 году без пригородов), в 1458 году добавилась Русса и Ям |                                                 |
| 11                        | Иван Владимирович          | ?—ок. 1450          | 1443—1445                                     | Орешек, Ладога, половина Копорья, Корельск, Корельская земля                                                                 |                                                 |
| 12                        | Александр Чарторыйский     | ?—после 1477        | 1447—1456                                     | | Наместник                                       |
| 13                        | Михаил Олелькович          | ?—1481              | 1470—1471                                     | | Наместник                                       |